# Carsten Thomassen (Mathematiker)
Carsten Thomassen (* 22. August 1948 in Grindsted) ist ein dänischer Mathematiker, der sich mit Graphentheorie beschäftigt.
Thomassen studierte an der Universität Aarhus (Kandidatentitel 1972 bei Gabriel Dirac) und wurde 1976 an der University of Waterloo  bei Daniel Younger promoviert (Paths and cycles in graphs). Er war Assistent in Aarhus, ab 1972 Assistenzprofessor und ab 1976 Lektor.
Seit 1981 ist er Professor für Mathematik an der Technischen Universität Dänemarks in Lyngby.
Von 1994 bis 2001 war er auch Adjunct Professor an der University of Waterloo und er war Gastprofessor unter anderem an der University of Pennsylvania, der University of Otago, dem Isaac Newton Institute in Cambridge (2008), der Louisiana State University, der Universität Bielefeld, der Universität Claude Bernard in Lyon und der TU Chemnitz.
Ab 1979 war er Mitherausgeber und ab 1989 leitender Herausgeber des Journal of Graph Theory. Seit 2002 ist er Herausgeber des Electronic Journal of Combinatorics. 1990 wurde er Mitglied der Königlich Dänischen Akademie der Wissenschaften und seit 1995 Ritter des Dannebrogordens. 1993 erhielt er den Lester Randolph Ford Award.
1990 war er Invited Speaker auf dem Internationalen Mathematikerkongress in Kyōto (Graphs, random walks and electric networks).

## Schriften
- mit Bojan Mohar: Graphs on surfaces, Johns Hopkins University Press 2001